# Конертон (Флорида)
Конертон (енгл. Connerton) насељено је место без административног статуса у америчкој савезној држави Флорида.

## Демографија
По попису из 2010. године број становника је 2.116.
| Група             | 2000.    | 2010.         |
| Белци             | 0 (0,0%) | 1.684 (79,6%) |
| Афроамериканци    | 0 (0,0%) | 187 (8,8%)    |
| Азијати           | 0 (0,0%) | 33 (1,6%)     |
| Хиспаноамериканци | 0 (0,0%) | 201 (9,5%)    |
| Укупно            | 0        | 2.116         |